# Sparkasse Freyung-Grafenau
Die Sparkasse Freyung-Grafenau ist ein öffentlich-rechtliches Kreditinstitut mit Sitz in der Kreisstadt Freyung und Grafenau im Bayerischen Wald. Ihr Geschäftsgebiet ist der Landkreis Freyung-Grafenau. Sie gehört zum Sparkassenverband Bayern.

## Rechtsform und Haftung
Die Sparkasse Freyung-Grafenau ist eine Anstalt des öffentlichen Rechts. Rechtsgrundlagen sind das Sparkassengesetz, die bayerische Sparkassenordnung und die durch den Träger der Sparkasse erlassene Satzung. Organe der Sparkasse sind der Vorstand und der Verwaltungsrat.
Die Sparkasse Freyung-Grafenau ist dem Sicherungssystem der Deutschen Sparkassen-Finanzgruppe angeschlossen. Diese Institutssicherung geht deutlich über die gesetzliche Einlagensicherung von 100.000 Euro hinaus. Der Haftungsverbund der Sparkassen-Finanzgruppe gewährleistet die Liquidität und Solvenz der beteiligten Institute und ermöglicht es, ihnen jederzeit die Forderungen ihrer Kunden zu erfüllen. 
Die Sparkasse Freyung-Grafenau betreibt als Sparkasse das Universalbankgeschäft. 
Die Sparkasse vermittelt z. B. Bausparverträge der LBS, Investmentfonds der Deka und Versicherungen der Versicherungskammer Bayern. Die Funktion der Sparkassenzentralbank nimmt die Bayerische Landesbank in München wahr.

## Geschäftszahlen
Die Sparkasse Freyung-Grafenau wies im Geschäftsjahr 2023 eine Bilanzsumme von 950,47 Mio. Euro aus und verfügte über Kundeneinlagen von 734,82 Mio. Euro. Gemäß der Sparkassenrangliste 2023 liegt sie nach Bilanzsumme auf Rang 320. Sie unterhält 14 Filialen/Selbstbedienungsstandorte und beschäftigt 183 Mitarbeiter.